# Lanius tigrinus
El alcaudón tigre (Lanius tigrinus) es una especie de ave paseriforme de la familia Laniidae propia del este de Asia.
Es un pájaro migratorio que cría en el extremo sureste de Rusia, el noreste y este de China, Corea y Japón. Y se desplaza al sur de China, Birmania, la península malaya y las islas de la Sonda (salvo Célebes).